# José Ignacio Causada
José Ignacio Causada y Abarca (Laluenga, Huesca, 1782 - Valencia, 18-1-1854) médico y catedrático aragonés.

## Biografía
Empezó los estudios superiores en la Universidad Sertoriana de Huesca, siguiendo un curso de jurisprudencia y los cuatro primeros de medicina. Luego se trasladó a Madrid donde completó su formación obteniendo los grados de licenciado y doctor en Medicina por el Real Colegio de Medicina y Cirugía de San Carlos. 
En 1808 fue nombrado médico de número del Ejército de Aragón. En su condición de tal, intervino en el Segundo Sitio de Zaragoza atendiendo a los numerosos heridos y convalecientes en la contienda, entre ellos al propio general Palafox, de quien fue médico personal durante unos meses. Concluido el Sitio, formó parte como médico del Ejército de Aragón en Cataluña.
En el año 1811 el Ayuntamiento de Huesca lo nombró Director del Hospital Civil de la ciudad. El 5 de marzo de 1818 fue nombrado catedrático de Vísperas de Medicina de la Universidad de Huesca, tomando posesión de la cátedra el 26 del mismo mes y año, siendo el último titular de la cátedra de esta denominación. El último curso impartido correspondió a los años 1823-24. Debido a esta razón Causada pasó a la Facultad de Medicina de Zaragoza, también en calidad de catedrático, desde 1838 hasta 1845. 
El 5 de febrero de 1831 fue elegido socio de número de la Real Academia de Medicina y Cirugía de Zaragoza instituida ese mismo mes por el Rey Fernando VII. Su discurso de ingreso se demoraría hasta el año 1835 en que tomaría plaza efectiva tras leer su preceptivo discurso con el título Lo importante que es para un médico el estudio del pronóstico.
En aplicación del Plan de Estudios aprobado por Real Decreto de 17 de septiembre de 1845 fue designado catedrático de Medicina, especialidad de Patología General y Terapéutica, de la Universidad de Valencia, cargo que desempeñaría hasta su fallecimiento.
Fue progenitor del también médico y catedrático Valero Causada y Labastida y tío carnal del naturalista y botánico Florencio Ballarín Causada, hijo de su hermana Joaquina.